# Yūji Iida
Yūji Iida (japanisch 飯田 優二 Iida Yūji; * 7. Juli 1992 in Ishioka) ist ein ehemaliger japanischer Fußballspieler.

## Karriere
Iida erlernte das Fußballspielen in der Jugendmannschaft von Mito HollyHock. Seinen ersten Vertrag unterschrieb er 2011 bei Mito HollyHock. Der Verein spielte in der zweithöchsten Liga des Landes, der J2 League. Ende 2013 beendete er seine Karriere als Fußballspieler.